# Mirandópolis
Mirandópolis es un municipio brasileño del estado de São Paulo. Se localiza a una latitud 21°8′1″ sur y a una longitud 51º06'06" oeste, estando a una altitud de 429 metros. Su población estimada en 2004 era de 26 707 habitantes.
Posee un área de 918,3 km². 

## Geografía

### Clima
El clima de Mirandópolis puede ser clasificado como clima tropical de sabana (Aw), de acuerdo con la clasificación climática de Köppen.

### Demografía
Datos del censo - 2000
- Población total: 25 936
  - Urbana: 22 287
  - Rural: 3649
    - Hombres: 13 809
    - Mujeres: 12 127
- Densidad demográfica (hab./km²): 28,24
- Mortalidad infantil hasta 1 año (por mil): 13,20
- Expectativa de vida (años): 72,71
- Tasa de fertilidad (hijos por mujer): 1,98
- Tasa de alfabetización: 88,94%
- Índice de Desarrollo Humano (IDH-M): 0,797
- IDH-M Salario: 0.797
- IDH-M Longevidad: 0,795
- IDH-M Educación: 0,884

(Fuente: IPEAFecha)

## Religión
El Cristianismo está presente en la ciudad de la siguiente manera:

### Iglesia Católica
La iglesia católica del municipio forma parte de la diócesis de Araçatuba.

### Iglesia Protestante
En la ciudad están presentes las más diversas creencias evangélicas, principalmente pentecostales, incluidas las Asambleas de Dios de Brasil (la iglesia evangélica más grande del país), Congregación Cristiana, entre otras. Estas denominaciones están creciendo cada vez más en todo Brasil.